# Desa Batulawang (administrativ by i Indonesien, lat -7,41, long 108,56)
Desa Batulawang är en administrativ by i Indonesien.   Den ligger i provinsen Jawa Barat, i den västra delen av landet, 230 km sydost om huvudstaden Jakarta.